# Грање (Вишеград)
Грање је насељено мјесто у општини Вишеград, Република Српска, БиХ. Према попису становништва из 1991. у насељу је живјело 28 становника.

## Историја
Познато је по томе што је родно мјесто Будимира Гајића, четничког команданта, који је последњи скривао и организовао скривање, генерала Драгољуба Драже Михаиловића. Највећи дио активности на хапшењу генерала Драже Михаиловића одиграо се у овом селу и његовој ближој околини.

## Становништво
Раније је село имало око 20 домаћинстава, а сада са свега 10 становника. Према попису становништва из 1991. године, мјесто је имало 28 становника.
| Националност | 1991.     |
| Срби         | 28 (100%) |
| Укупно       | 28        |

| Демографија | Демографија | Демографија |
| Година      | Становника  | Становника  |
| ----------- | ----------- | ----------- |
| 1961.       | 112         |             |
| 1971.       | 74          |             |
| 1981.       | 46          |             |
| 1991.       | 28          |             |